# Dirce lunaris
Dirce lunaris là một loài bướm đêm trong họ Geometridae.